# Arthur Compton
Arthur Holly Compton (Wooster, Ohio, 10 de septiembre de 1892 - Berkeley, California, 15 de marzo de 1962) fue un físico estadounidense galardonado con el premio Nobel de Física en 1927.

## Biografía

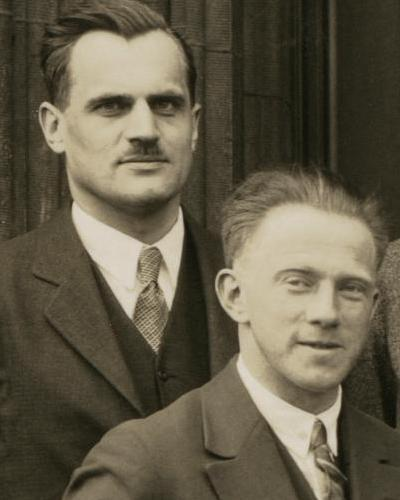
Arthur Compton y Werner Heisenberg en Chicago (1929)

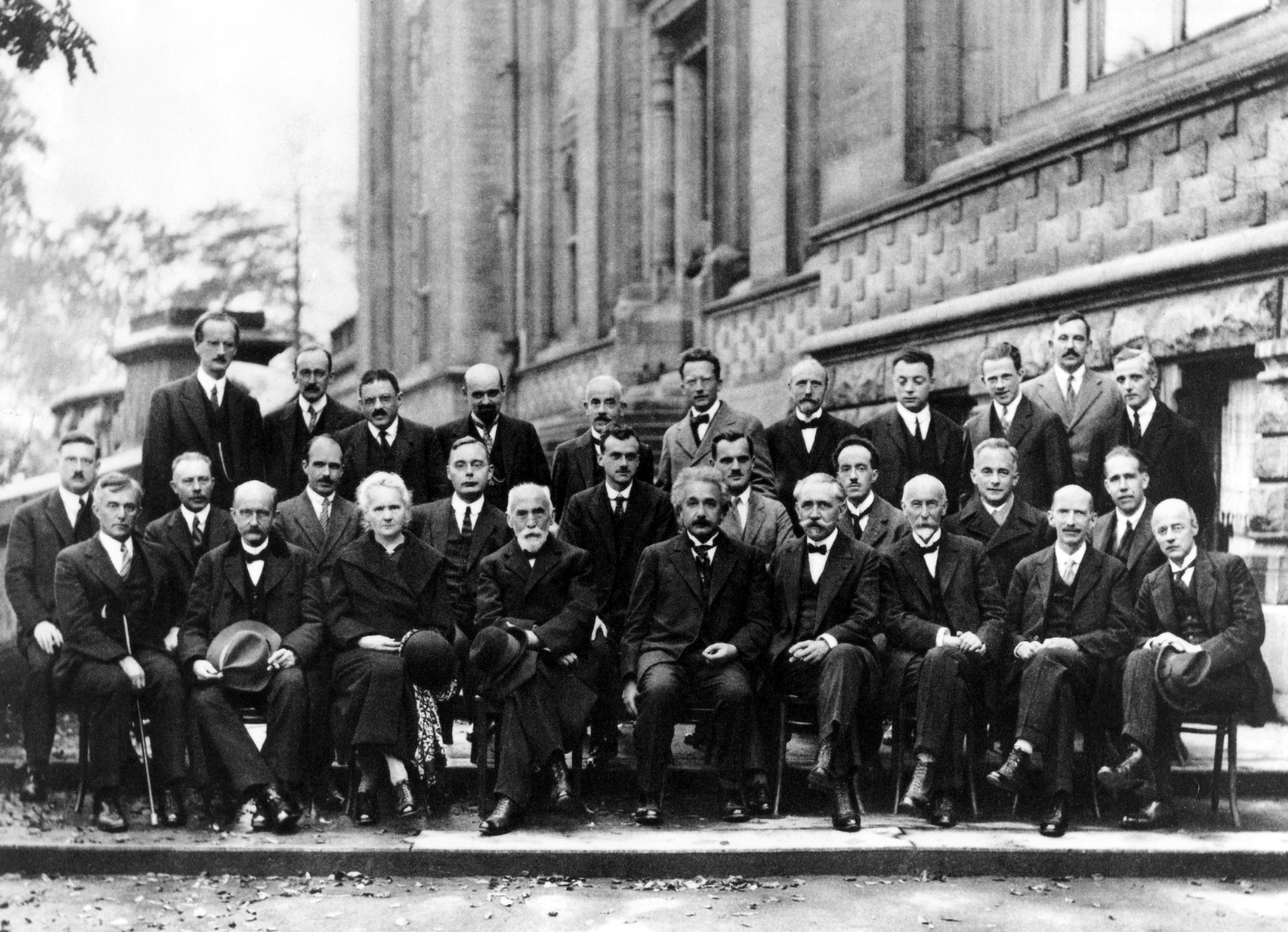
Conferencia Solvay de 1927. Podemos observar a Arhtur Holly Compton en el sexto puesto de la segunda fila, comenzando por la izquierda, sentado justo detrás de Albert Einstein

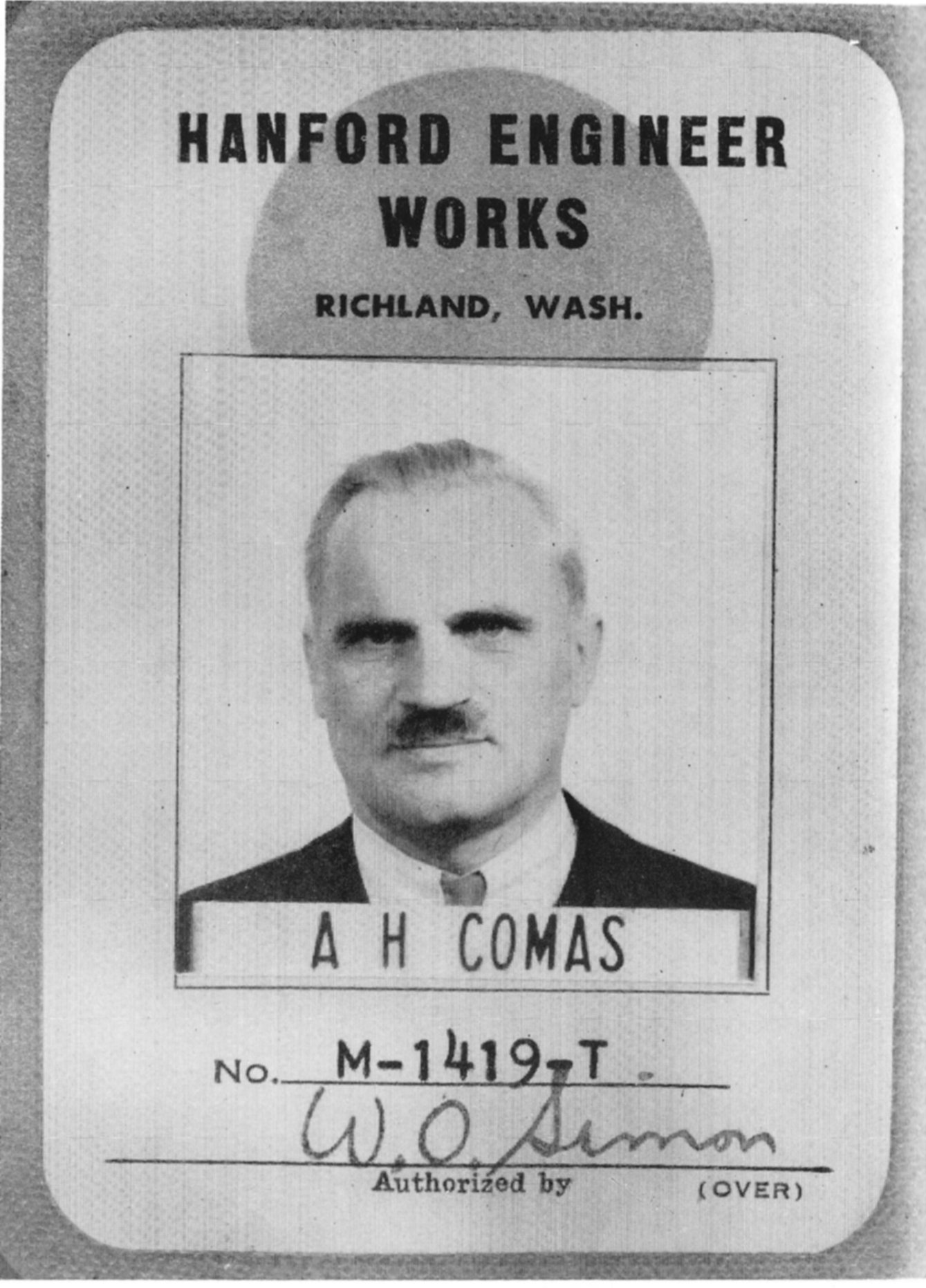
Pase de Compton en la Base Hanford. Aquí, usaba un nombre falso por motivos de seguridad pues no es sino la base del Proyecto Manhattan.

Compton nació en Wooster (Ohio) y estudió en el Wooster College y en la Universidad de Princeton. En 1923 fue profesor de física en la Universidad de Chicago. Durante su estancia en esta universidad, Compton dirigió el laboratorio en el que se produjo la primera reacción nuclear en cadena, lo que provocó que tuviera un papel relevante en el Proyecto Manhattan, la investigación que desarrolló la primera bomba atómica.
Desde 1945 hasta 1953 Compton fue rector de la Universidad de Washington y después de 1954 fue catedrático de Filosofía Natural.

## Investigaciones científicas
Sus estudios de los rayos X le llevaron a descubrir en 1923 el denominado efecto Compton, el cambio de longitud de onda de la radiación electromagnética de alta energía al ser dispersada por los electrones. El descubrimiento de este efecto confirmó que la radiación electromagnética tiene propiedades tanto de onda como de partículas, un principio central de la teoría cuántica.
Por su descubrimiento del efecto Compton y por su investigación de los rayos cósmicos y de la reflexión, la polarización y los espectros de los rayos X compartió el Premio Nobel de Física de 1927 con el físico británico Charles Wilson.
Fue galardonado, en 1940, con la medalla Hughes, concedida por la Royal Society «por su descubrimiento del efecto Compton; y por su trabajo sobre los rayos cósmicos».

## Muerte
Compton murió, a los 69 años, en Berkeley, California, de una hemorragia cerebral el 15 de marzo de 1962. Fue enterrado en el cementerio Wooster en Wooster, Ohio.

## Reconocimientos

### Premios
- 1927 Premio Nobel de Física.
- 1940 Medalla Franklin.

### Epónimos
- En su honor, así como en el de su hermano Karl Taylor Compton, se bautizó al cráter Compton de la Luna.
- Así mismo, el asteroide (52337) Compton, descubierto el 2 de septiembre de 1992 por Freimut Börngen y Lutz D. Schmadel también lleva su nombre.

## Obras
- Los rayos X y los electrones (X-Rays and Electrons, 1926)
- The Freedom of Man (La libertad del hombre), 1935
- Los rayos X en la teoría y en la práctica experimental (X-Rays in Theory and Experiment, 1935), escrito en colaboración con S. K. Allison
- Human Meaning of Science (El significado humano de la ciencia), 1940
- Atomic Quest: A Personal Narrative (La búsqueda atómica: un relato personal), 1956
- The Cosmos of Arthur Holly Compton (El cosmos de Arthur Holly Compton), 1967